# Kombineret alpint skiløb
Kombineret er en disciplin i alpint skiløb. Til trods for at det teknisk set ikke er en selvstændig disciplin, så kaldes den ofte for den femte disciplin efter styrtløb, super-G, storslalom og slalom.

## Traditionel & super kombination
En traditionel kombination består af et styrtløb og to slalomløb, i denne rækkefølge. I 2005 introducerede International Ski Federation (FIS) super kombineret (eller "super kombination"), bestående af et slalomløb (som kan gennemføres først, men typisk gennemføres til sidst) og et typisk forkortet styrtløb (eller super-G-løb). Dette nye format opblødte slalom-specialisternes fordel i disciplinen. I begge typer kombineret er vinderen skiløberen med den hurtigste sammenlagte tide. (indtil 1990'erne blev der benyttet et kompliceret pointsystem til at afgøre placeringerne i kombineret.)

## Historie
Alpint skiløb debuterede ved Vinter-OL 1936 i Garmisch-Partenkirchen i Tyskland; hvor kombineret var den eneste disciplin. Ved det næste vinter-OL i 1948 var kombineret en af tre alpine discipliner sammen med styrtløb og slalom. Resultaterne for styrtløbskonkurrencen blev benyttet i den kombinerede konkurrence, som også indeholdt to slalomløb. Den rendyrkede slalomkonkurrence indeholdt også to løb, men blev holdt for sig.
Med introduktionen af storslalom i 1950, så forsvandt kombineret fra det olympiske program. Først 38 år senere blev den genintroduceret ved Vinter-OL 1988. Ved verdensmesterskaberne i 1980 bestod den kombinerede konkurrence af resultatet fra styrtløbsmesterskabet, resultatet fra storslalommesterskabet og resultatet fra slalommesterskabet. Der blev ikke gennemført selvstændige løb. Denne metode blev benyttet fra verdensmesterskaberne i 1954 og frem til verdensmesterskaberne i 1982, hvor der blev tilføjet selvstændige løb til den kombinerede konkurrence.

## World Cup i super kombination
Den første super kombination var et et World Cup-løb afholdt i Wengen i Schweiz den 14. januar 2005. Benjamin Raich fra Østrig vandt. Seks uger senere 27. februar i San Sicario i Italien blev den første kvindekonkurrence i disciplinen afholdt. Vinderen var Janica Kostelić fra Kroatien. World Cup-kalenderen for 2006 inkluderede på mændenes side tre konkurrencer i super kombination og en i traditionel kombineret. På kvindernes side blev afholdt to konkurrencer i super kombination og ingen i traditionel kombineret.
Fra 2007-sæsonen begyndte FIS at udnævne en femte mesterskabstitel "crystal globe" til pointvinderen af sæsonens kombinerede konkurrencer. Ni ud af ti programsatte kombinerede konkurrencer var i super kombination, den eneste undtagelse var Kitzbühel i Østrig. Skiftet til super kombination medførte utilfredshed hos slalom-specialisterne, eftersom de mistede deres fordel.

### Verdensmesterskaberne og vinter-OL
Første gang super kombination blev benyttet i verdensmesterskabsregi var ved VM i Åre i 2007. Disciplinens OL-debut var ved Vinter-OL 2010 i Vancouver.